# Elecciones primarias del Partido Socialista Unido de Venezuela de 2015
Las elecciones primarias del Partido Socialista Unido de Venezuela de 2015 se llevaron a cabo el 28 de junio para designar a los candidatos a las elecciones parlamentarias de diciembre del mismo año, siendo elegidos 98 candidatos, mientras que los 69 restantes fueron designados por la Dirección Nacional del Partido, la participación electoral fue de 16,21%.

## Convocatoria
Según lo anunciado por el presidente de la República y de igual manera presidente del Partido Socialista Unido de Venezuela (PSUV), Nicolás Maduro, el PSUV llevó a cabo la celebración de unas elecciones primarias con derecho al voto para todos los venezolanos inscritos en el registro electoral, para elegir los candidatos a diputados por esta organización, las cuales se celebraron el 28 de junio de 2015 con apoyo técnico y logístico del Consejo Nacional Electoral, y una normativa la cual indica que de manera igualitaria los postulados a dichas elecciones debían incluir a mujeres y jóvenes menores a 30 años. Se presentaron en total 1.162 postulados por las bases de la militancia del PSUV en todo el país, para elegir 98 candidatos nominales en las 87 circunscripciones electorales establecidas por el CNE. La campaña electoral inició el 26 de mayo y culminó el 26 de junio.

## Candidaturas
De acuerdo a la normativa electoral interna del PSUV, su Dirección Política Nacional designará a los 69 candidatos principales restantes (15 nominales y 51 por lista), así como los 167 candidatos suplentes, «considerando la cantidad de votos obtenidos —por los aspirantes en las primarias—, la paridad de candidatos y candidatas menores y mayores de 30 años, la paridad de género y las alianzas con el Gran Polo Patriótico Simón Bolívar (GPPSB)».

### Resultados
Los resultados de las primarias fueron anunciados el 29 de junio por el primer vicepresidente del PSUV, Diosdado Cabello, resumidos en los siguientes datos:
| Partido | Partido                               | Partido | Votos     | %              | Candidatos | Nominados |
| ------- | ------------------------------------- | ------- | --------- | -------------- | ---------- | --------- |
|         | Partido Socialista Unido de Venezuela | PSUV    | 3.162.400 | \| \| 100 % \| | 1.162      | 98        |
|         | 100 %                                 |         |           |                |            |           |

## Controversias
En declaraciones de Henrique Capriles Radonski, quien fue candidato presidencial de la Mesa de la Unidad Democrática (MUD) describió el proceso como una «farsa», alegando que la cúpula del PSUV nombró a «dedo» a sus candidatos para los comicios legislativos hace ya mucho tiempo y que este 28 de junio sólo se simuló la consumación de una elección directa.
Durante el proceso de postulaciones en las (UBCh) se registraron 9.000 aspirantes. No obstante, nunca se supo cómo funcionó la ronda eliminatoria que redujo esa cifra a los 1.162 candidatos elegibles para el 28 de junio. «Cabe pensar que ese proceso le permitió a la cúpula del PSUV identificar y neutralizar a los disidentes», sostiene Briceño. «Los pre-candidatos más conspicuos del oficialismo eran figuras fuertes, con arraigo en el Gobierno y leales a la dupla Maduro-Cabello», acota el catedrático del CENDES. Fernando Mires, profesor emérito de la Universidad de Oldenburg, coincide con Briceño: «Todos los pre-candidatos del PSUV actuaron como abejas de un mismo panal».